# Tupelo Honey
Tupelo Honey är ett musikalbum av Van Morrison, hans femte studioalbum, som lanserades i oktober 1971 på Warner Bros. Records. Skivan var framgångsrik i USA men misslyckades med att nå listplacering i Storbritannien. Den inledande låten "Wild Night" och titelspåret släpptes som singlar från skivan. Majoriteten av låtarna skrevs i Woodstock utanför New York och skivan spelades in i olika studior i Kalifornien. Morrisons tanke från början var att göra ett renodlat country & western-album men det färdiga albumet blev i mer blandad stil.

## Låtlista
1. "Wild Night" - 3:33
2. "(Straight to Your Heart) Like a Cannonball" - 3:43
3. "Old Old Woodstock" - 4:17
4. "Starting a New Life" - 2:10
5. "You're My Woman" - 6:44
6. "Tupelo Honey" - 6:54
7. "I Wanna Roo You (Scottish Derivative)" - 3:27
8. "When That Evening Sun Goes Down" - 3:06
9. "Moonshine Whiskey" - 6:48

## Listplaceringar
- Billboard 200, USA: #27[1]